# Martín Alustiza
Martín Alustiza Gereñu, conocido como Alustiza (Segura, Guipúzcoa, 18 de diciembre de 1961) es un exjugador de pelota vasca a mano. Jugaba en la posición de delantero, para la empresa Asegarce.

## Carrera profesional
Debutó en el campo profesional en el seno de Empresas Unidas el 19 de julio de 1980 en Vergara, poco a poco se fue ganando un puesto hasta el punto de lograr su primer título en 1984, al lograr el Campeonato manomanista de 2ª categoría al vencer a Urra en la final. 
Desde entonces pasó a formar parte del cuadro de pelotaris de Primera Categoría, donde logró un gran título, en el Campeonato de mano parejas en el año 1993, haciendo pareja con el zaguero navarro Maiz II. Asimismo jugó otras tres finales en las ediciones de 1986, 1987 y 2001.
Sus mayores cualidades eran la seguridad y su gran posicionamiento en la cancha lo que le convertían en uno de los mejores defensas del panorama profesional y por tanto un adversario difícil de batir, a lo que sumaba un amplio repertorio de remates. 
En 1992 pasó a la nómina de Asegarce donde permaneció hasta 2003 y fue en la empresa Frontis donde terminó su carrera profesional. Ya en el año 2007 fichó por ASPE como intendente.

## Finales de mano parejas
| Año         | Campeones                  | Subcampeones           | Tanteo | Frontón   |
| ----------- | -------------------------- | ---------------------- | ------ | --------- |
| 1985-86     | Vergara II - Martinikorena | Alustiza - Tolosa      | 22-15  | Anoeta    |
| 1986-87     | Ladutxe - Tolosa           | Alustiza - Galarza III | 22-14  | Anoeta    |
| 1992-93 (1) | Alustiza - Maiz II         | Titín III - Arretxe    | 22-20  | Ogueta    |
| 2001        | Olaizola I - Goñi III      | Alustiza - Beloki      | 22-13  | Atano III |

(1) En la edición de 1992-93 se disputaron dos torneos por la falta de acuerdos entre las dos empresas de pelota mano, Unidas-Reur y Asegarce.

## Finales del manomanista de 2ª Categoría
| Año  | Campeón  | Subcampeón | Tanteo | Frontón |
| ---- | -------- | ---------- | ------ | ------- |
| 1983 | Esnaola  | Alustiza   | 22-07  | Anoeta  |
| 1984 | Alustiza | Urra       | 22-08  | Anoeta  |

- Datos: Q9029762